# بوب غيري
بوب غيري هو لاعب كرة قدم كندية كندي، ولد في 6 أكتوبر 1933 في مونتريال في كندا، وتوفي في 17 فبراير 2001.